# Voldemārs Elmūts
Voldemārs Elmūts, né le 2 novembre 1910, à Liepāja, en Lettonie et décédé le 11 juillet 1966, à Boston, aux États-Unis, est un ancien joueur letton de basket-ball.